# Abajas
Abajas è un comune spagnolo di 31 abitanti situato nella comunità autonoma di Castiglia e León.
Il comune comprende la località di Bárcena de Bureba.